# Ischnotoma postnotalis
Ischnotoma postnotalis är en tvåvingeart som först beskrevs av Alexander 1929.  Ischnotoma postnotalis ingår i släktet Ischnotoma och familjen storharkrankar. Inga underarter finns listade i Catalogue of Life.